# Иолай (регент Македонии)
Иолай (др.-греч. Ἰόλαος) — знатный македонянин, упомянутый при описании событий 432 года до н. э. в качестве регента.
В 432 году до н. э. македонский царь Пердикка II выступил с конным отрядом к городу Потидее, за которую сражались между собой афиняне и коринфяне. По свидетельству Фукидида, царь передал управление Македонией Иолаю. По замечанию антиковеда Ю. Борзы, примечательно, что регентом на время своего отсутствия Пердикка назначил именно его, а не своего брата Алкета.